# Polaren Per
Polaren Per är en av flera återkommande figurer i Cornelis Vreeswijks visor. Många av figurerna i Vreeswijks repertoar har verkliga förankringar. I fallet med Polaren Per sägs det att det var en man vid namn Pär Hägg som var själva förlagan. Pär Hägg rörde sig i kretsarna kring Kenta Gustafsson och skrev själv en hel del visor (som dock är outgivna). I visor med Polaren Per omnämnd kan man lägga märke till att Vreeswijk talar både till och om honom. Ett tydligt exempel taget från "Polaren Per hos det sociala":
Sist vi sågs, sa Pär, var jag asocial. / Men nu är jag hemma i Fredens lokal. / Här är vi alla lika goda,
ska du veta, / magra tjocka och beniga och feta. / Kan du bara pröjsa, är du en ärans man. / Och kan du
inte pröjsa, så snacka med han!
Och därvid pekade Pär åt mitt håll, eftersom jag råkade stå alldeles bredvid där - det var nämligen jag
som hade hand om pengarna den dagen... 

## Några av låtarna som nämner polaren Per
- "Min polare Per", Ballader och oförskämdheter (1964).
- "Polaren Per är kärlekskrank", Grimascher och telegram (1966).
- "Polaren Per hos polisen", Cornelis Live (1972).
- "Polaren Per vid morgonstädningen", Linnéas fina visor (1973).
- "Polaren Per hos det sociala", Getinghonung (1974).
- "Visa till polaren Per när han gick in i dimman", Narrgnistor och transkriptioner (1976).
- "Håll Sverige rent sa polaren Per", Narrgnistor 2, En halv böj blues och andra ballader (1978).
- "Polaren Per gör sin reverens", Felicias svenska suite (1978).
- "Pamflett 53", Hommager & pamfletter (1981).